# Piotr Zabielski
Piotr Władysław Zabielski (ur. 19 maja 1959 w Lubaniu Śląskim) – polski górnik i polityk, poseł na Sejm PRL IX kadencji.

## Życiorys
W 1979 ukończył Technikum Górnictwa Rud w Bolesławicach i rozpoczął pracę w Kopalni Skalnych Surowców Drogowych w Lubaniu jako sterowniczy urządzeń krusząco-sortujących, później wiertacz strzałowy. W tym samym roku wstąpił do Polskiej Zjednoczonej Partii Robotniczej. Przystąpił m.in. do Związku Socjalistycznej Młodzieży Polskiej, Naczelnej Organizacji Technicznej, Ligi Obrony Kraju i Patriotycznego Ruchu Odrodzenia Narodowego. Posiada I stopień górniczy. Radny Miejskiej Rady Narodowej w Lubaniu Śląskim, członek prezydium tej rady i przewodniczący Komisji Ochrony Środowiska, Rolnictwa i Gospodarki Żywnościowej. Działacz samorządu mieszkańców w Lubaniu Śląskim. W latach 1985–1989 pełnił mandat posła na Sejm PRL IX kadencji w okręgu Jelenia Góra. Zasiadał w Komisji Transportu, Żeglugi i Łączności.